# Luo Čang-lung
Luo Čang-lung (čínsky pchin-jinem Luó Zhānglóng, znaky zjednodušené 罗章龙, tradiční 羅章龍; 30. listopadu 1896 – 2. února 1995) byl čínský komunistický revolucionář a odborář, ve 20. letech jeden z předních představitelů Komunistické strany Číny, člen nebo kandidát jejího ústředního (výkonného) výboru v letech 1923–1931 a byra ústředního výkonného výboru v letech 1923–1925, krátce předseda Všečínské federace odborů (1930–1931). Roku 1931 se postavil proti vedení strany a byl z ní vyloučen. Poté působil jako profesor ekonomie na různých univerzitách.

## Život
Luo Čang-lung se narodil 30. listopadu 1896 v okrese Liou-jang na východě provincie Chu-nan. Studoval na střední škole v Čchang-ša, na níž se seznámil s Mao Ce-tungem, Cchaj Che-senem a dalšími mladíky, kteří založili Novou lidovou studijní společnost (Sin-min sü-chuej). V létě 1918 s Mao Ce-tungem do Pekingu nastoupili studium na Pekingské univerzitě. Roku 1919 se účastnil hnutí 4. května.
Počátkem roku 1920 se podílel na organizaci Společnosti pro studium Marxova učení na Pekingské univerzitě a v říjnu 1920 ho Čang Kuo-tchao uvedl mezi první pekingské komunisty, načež se v listopadu stal členem Socialistického svazu mládeže Pekingské univerzity. Později se stal tajemníkem pobočky Komunistické strany Číny na Pekingské univerzitě. Zapojil se do odborového hnutí, v roce 1921 se podílel na založení Dělnického týdeníku. V listopadu téhož roku se podílel na vedení generální stávky železničářů v Lung-chaji, v roce 1922 se podílel na vedení srpnové stávky  železničářů v Čchang-sin-ťianu a říjnové stávky dělníků v dole Kchaj-luan a v únoru 1923 se podílel na organizaci stávky na železnici Peking – Chan-kchou. V červnu 1923 se zúčastnil III. sjezdu KS Číny v Kantonu, na kterém byl zvolen členem ústředního výkonného výboru a pětičlenného ústředního byra. Po sjezdu se stal účetním ústředního výboru KS Číny a spolu s Čchen Tu-siouem a Mao Ce-tungem byl zodpovědný za každodenní práci vedení strany.
V květnu 1924 převzal řízení oddělení propagandy ústředního výkonného výboru KS Číny (do ledna 1925). Po absolvování Pekingské univerzity v roce 1924 se zúčastnil V. kongresu Komunistické internacionály a následně IV. kongresu Světové federace pracovníků v dopravě v německém Hamburku a byl zvolen čínským tajemníkem federace. Po návratu do Číny byl pověřen redigováním časopisu Čínský dělník. V lednu 1925 se zúčastnil IV. sjezdu KS Číny v Šanghaji, kde byl zvolen kandidátem ústředního výkonného výboru. v únoru 1926 se stal generálním ředitelem Čínského národního odborového svazu železničářů. v únoru 1927 se stal členem chupejského provinčního výboru KS Číny a vedoucím jeho oddělení propagandy a tajemníkem stranického výboru města Chan-kchou.
V květnu 1927 se stal členem ústředního byra KS Číny ve Wu-chanu, tajemníkem wuchanského městského výboru strany, nadále vedl oddělení propagandy chupejského provinčního výboru KS Číny. V květnu téhož roku byl na V. sjezdu KS Číny ve Wu-chanu zvolen členem ústředního výboru. Na podzim téhož roku se stal výkonným členem akčního výboru pro provincii Chu-nan a podílel se na vedení povstání podzimní sklizně. V roce 1928 se zúčastnil VI. sjezdu KS Číny v Moskvě, na němž byl zvolen kandidátem ústředního výboru. Roku 1930 byl zvolen předsedou Všečínské federace odborů místo Siang Jinga. S dalšími odborovými a stranickými funkcionáři ze Šanghaje a okolí (Che Meng-siung a další) se stavěl proti politice Li Li-sana, v lednu 1931 se se svými stoupenci postavil i proti obnovenému vedení strany (Siang Čung-fa, Čou En-laj, Čang Kuo-tchao, Siang Jing, Wang Ming, Čchen Jü, Lu Fu-tchan, Sü Si-ken, Žen Pi-š’), jeho skupina začala organizovat vlastní stranické orgány, za což byl koncem ledna obratem vyloučen ze strany a odvolán z vedení odborů.
Většina jeho společníků včetně Che Meng-siunga byla vzápětí zatčena kuomintangskou policií, Luo Čang-lung unikl se štěstím, protože odcestoval ze Šanghaje. I on byl roku 1933 zatčen, po propuštění vyučoval ekonomii na Chenanské univerzitě, Severozápadní univerzitě, Západočínské univerzitě Concordia, Chunanské univerzitě atd. V roce 1947 se vrátil učit na Chunanskou univerzitu v Čchang-ša, v roce 1953 byl přeložen na Střední a jižní vysokou školu financí a ekonomie, která byla později rozšířena na Chupejskou univerzitu. 
V letech 1978, 1983 a 1988 byl vybrán do celostátního výboru Čínského lidového politického poradního shromáždění (do 1993).
Zemřel 3. února 1995 v Pekingu.